# Maison Hamilton de Charlestown
La maison Hamilton est une maison située à Charlestown à Saint-Christophe-et-Niévès.

## Historique
Jusqu'en 1982, on pensait que le bâtiment connu sous le nom de maison Hamilton était le lieu de naissance d'Alexander Hamilton, car il se trouve sur la propriété de Rachel Fawcett, la mère d'Alexander. Cependant, on pense maintenant que Hamilton est née dans une structure différente sur la propriété et que la « maison Hamilton » a été construite plus tard, remplaçant une structure plus ancienne supposée être une écurie détruite par un ouragan en 1840.
De vieilles photographies indiquent que l'entrée principale de la maison se trouvait à l'origine au bord de la mer. À un moment donné, probablement en raison de l'érosion de la côte, l'entrée du côté nord est devenue principale et une aile composée de deux étages a été construite. Io y avait également une cuisine au rez-de-chaussée.
Pendant de nombreuses années, la famille Evelyn fut propriétaire de la maison, puis vendu à la famille Trott dans les années 1950. Dans les années 1970, le Lions Clubs utilisa le sous-sol pour ses activités. Ces dernières années, le bâtiment a été utilisé comme centre d'art et centre de spectacles. La famille Trott l'a vendue à la Société d'histoire et de conservation de Nevis en 2008 ; elle fait partie du Nevis Heritage Centre et abrite l'exposition Alexander Hamilton.

## Architecture
La maison Hamilton est une grande structure résidentielle à ossature de bois présentant un plan en forme de T et un toit en croupe qui se croise. Il repose sur un sous-sol surélevé en maçonnerie de pierre. Le bâtiment occupe une partie d'un site d'environ trois quarts d'acre et comprend un puits, une petite maison en bois, un grand réservoir de maçonnerie et d'anciens murs de pierre. Une partie du mur au sud pourrait avoir été un entrepôt de sucre. D'autres parties pourraient avoir été une fortification antérieure, connue sous le nom de Black Rocks. Certains des murs sont actuellement en ruines à la suite d'un récent ouragan.
La façade est, qui donne directement sur la rue principale, comporte six fenêtres. Des pilastres simples se trouvent aux coins. Un double escalier en pierre du côté nord mène à une entrée donnant sur le hall principal.
Sur le côté ouest, face à la mer, un double escalier central en pierre a été fermé par un porche au-dessus du palier.